# Capheris stillata
Capheris stillata är en spindelart som beskrevs av Simon 1905. Capheris stillata ingår i släktet Capheris och familjen Zodariidae. Inga underarter finns listade.